# Pateando cráneos
Pateando Cráneos es el álbum debut de la banda chilena de rap metal 2x. Entre sus temas más destacado están "A romper la calma", "La fuerza policial" y "No lo podrás sostener", letras que muestran claramente sus pensamientos sobre el sistema, transmitiéndose sus videoclips por la cadena MTV. 
El disco fue relanzado en diferentes ocasiones a lo largo de los años, de parte de distintas discográficas y de forma independiente de parte de la banda.En 2020, la banda relanzo el disco debido al aniversario número 20 del disco.
La canción «Nehuén» fue utilizada en la banda sonora de la película El Último Lonco.

## Lista de canciones
1. «Intro»
2. «No lo podrás sostener»
3. «Nada»
4. «Juicio y castigo»
5. «Urbe»
6. «La hora del juicio»
7. «La fuerza policial»
8. «A romper la calma»
9. «Pateando cráneos»
10. «Odio»
11. «Pachamama»
12. «Nehuén»